# Eleni Benson
Eleni Benson (12 de janeiro de 1983) é uma ex-futebolista grega que atuava como defensora.

## Carreira
Eleni Benson representou a Seleção Grega de Futebol Feminino, nas Olimpíadas de 2004. 